# Somewhere Along the Highway
Albums de Cult of Luna
Salvation
(2004) Eternal Kingdom
(2008)
Somewhere Along the Highway est le quatrième album studio du groupe de post-hardcore Cult of Luna sorti en 2006 chez Earache Records. Dans la lignée de l'album précédent, les morceaux sont de plus en plus orientés vers le post-rock. Bien que beaucoup plus calme que leurs premiers albums, il a été encensé par la critique et est considéré par beaucoup comme étant leur meilleur album.

## Track listing
Tous les morceaux ont été écrits par Cult of Luna.
1. Marching to the Heartbeats – 3:13
2. Finland – 10:46
3. Back to Chapel Town – 7:09
4. And With Her Came the Birds – 5:58
5. Thirtyfour – 10:00
6. Dim – 11:46
7. Dark City, Dead Man – 15:49

Un clip vidéo a été fait pour Back to Chapel Town, dirigé par Johannes Persson. il a été tourné en 5 jours, et le concept, selon Persson, est le suivant : « Un homme se réveille dans un monde qu'il ne connaît pas, il ne sait rien de son passé et ne sait pas où il est. les gens font mine de ne pas le voir ou se méfient de lui. »

## Personnel

### membres du groupe
- Thomas Hedlund – batterie et percussions
- Andreas Johansson – basse
- Magnus Lindberg – percussions, mixage et production
- Erik Olofsson – guitare
- Fredrik Kihlberg – guitare et chant
- Johannes Persson – guitare et chant
- Klas Rydberg – chant
- Anders Teglund – clavier

### autre personnel
- Martin Gustafson – chœurs sur "Marching to the Heartbeats"
- Pelle Henricsson – mastering
- David Sundqvist – boucle d'intro sur "Dim" et batterie programmée sur "Dark City, Dead Man"